# Malostranský hřbitov
Malostranský hřbitov se nachází v Praze na Smíchově, u hranice Košíř. Původně byl založen jako morový při epidemii v roce 1680. Jako hřbitov pro Malou Stranu sloužil v letech 1787–1884, od zákazu pohřbívání uvnitř města Josefem II. do doby, kdy rozrůstající se zástavba dosáhla až do okolí hřbitova. Na hřbitově se nachází empírový kostel Nejsvětější Trojice. Hřbitov spravuje příspěvková organizace Hřbitovy a pohřební služby hl. m. Prahy, Hřbitovní správa Malvazinky a Bubeneč.
Malostranský hřbitov údajně inspiroval Jana Nerudu při psaní sbírky básní Hřbitovní kvítí.

## Historie

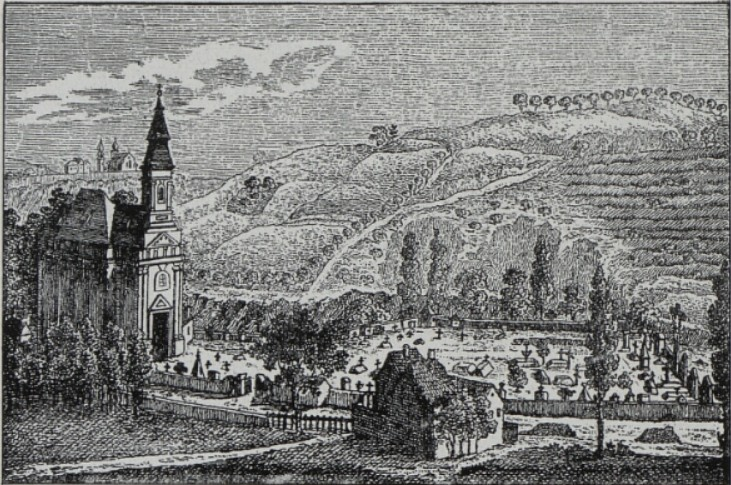
Malostranský hřbitov v roce 1833 (anonymní rytina)

Hřbitov byl založen v roce 1680 za morové epidemie a náležel k malostranskému kostelu sv. Václava (zbořenému v 18. století). O založení se zasloužil např. lékař a profesor Josef Bohumír Mikan.
Nejprve zde byly postaveny kaple sv. Rocha (1703) a Nejsvětější Trojice (1715), později kostel Nejsvětější Trojice (1831–1837).
V roce 1787 učinila reforma Josefa II. z malostranského hřbitova městské pohřebiště pro celý levý břeh Vltavy (tj. Hradčany, Malou Stranu a později Smíchov). Později, když byl hřbitov obklopen zástavbou, byl v roce 1884 uzavřen a jeho funkci převzal hřbitov na Malvazinkách.
V roce 2007 byla z usedlosti Cibulka na Malostranský hřbitov přenesena restaurovaná stéla Mir eine Weile od Václava Prachnera. Nachází se nedaleko náhrobku Leopolda hraběte Thun-Hohensteina od stejného autora.

V letech 2015–2016 byl kvůli ochraně před vandaly hřbitov uzavřen a proběhlo zajištění cenných náhrobků a celková rekonstrukce hřbitova. Malostranský hřbitov byl znovu zpřístupněn veřejnosti v červnu 2016. U příležitosti obnovy a zpřístupnění hřbitova připravil historik Pavel Fabini ve spolupráci se Spolkem Malostranský hřbitov výstavu přibližující jeho historii a uměleckou hodnotu.

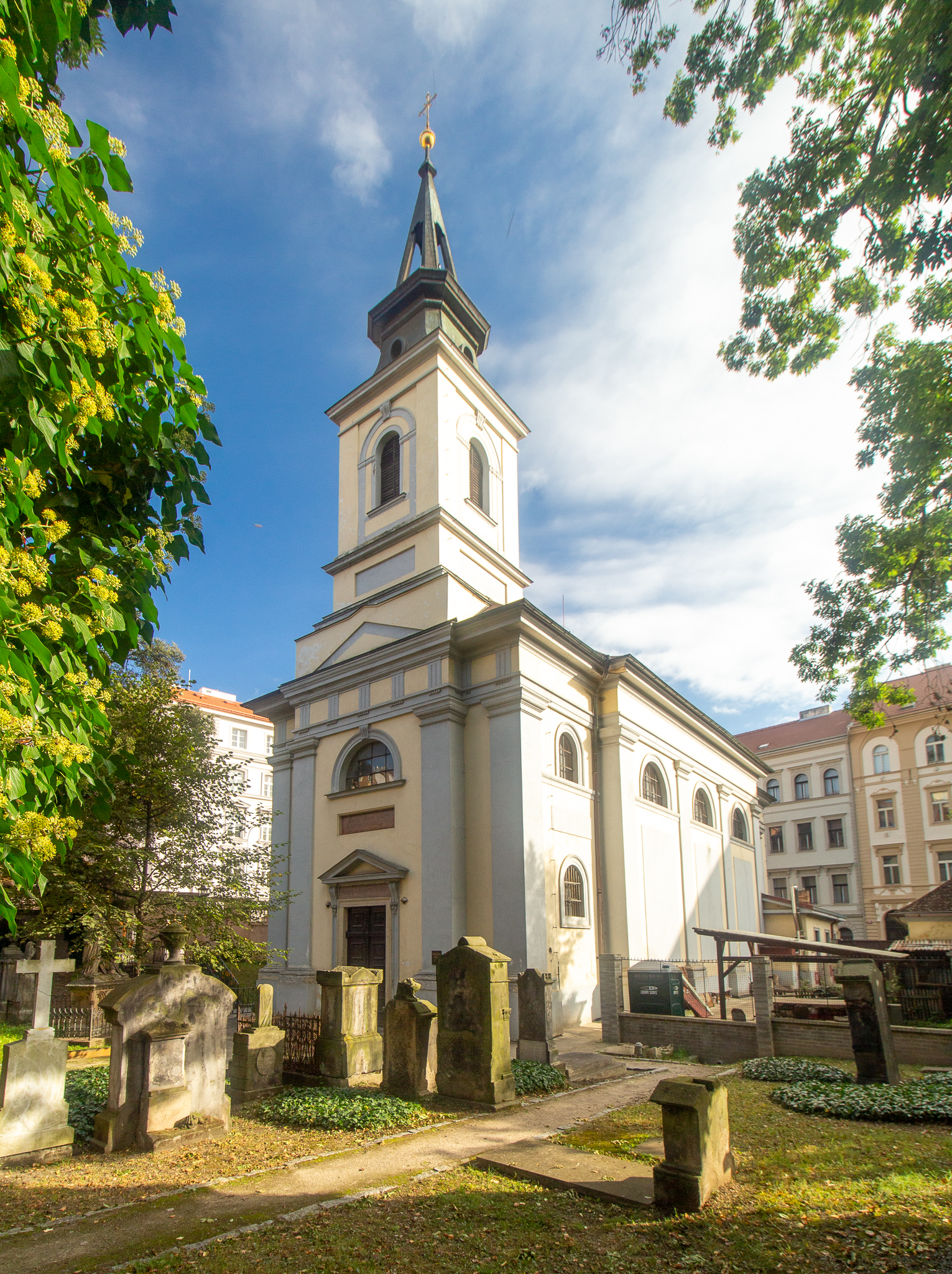
Kostel Nejsvětější Trojice na Malostranském hřbitově
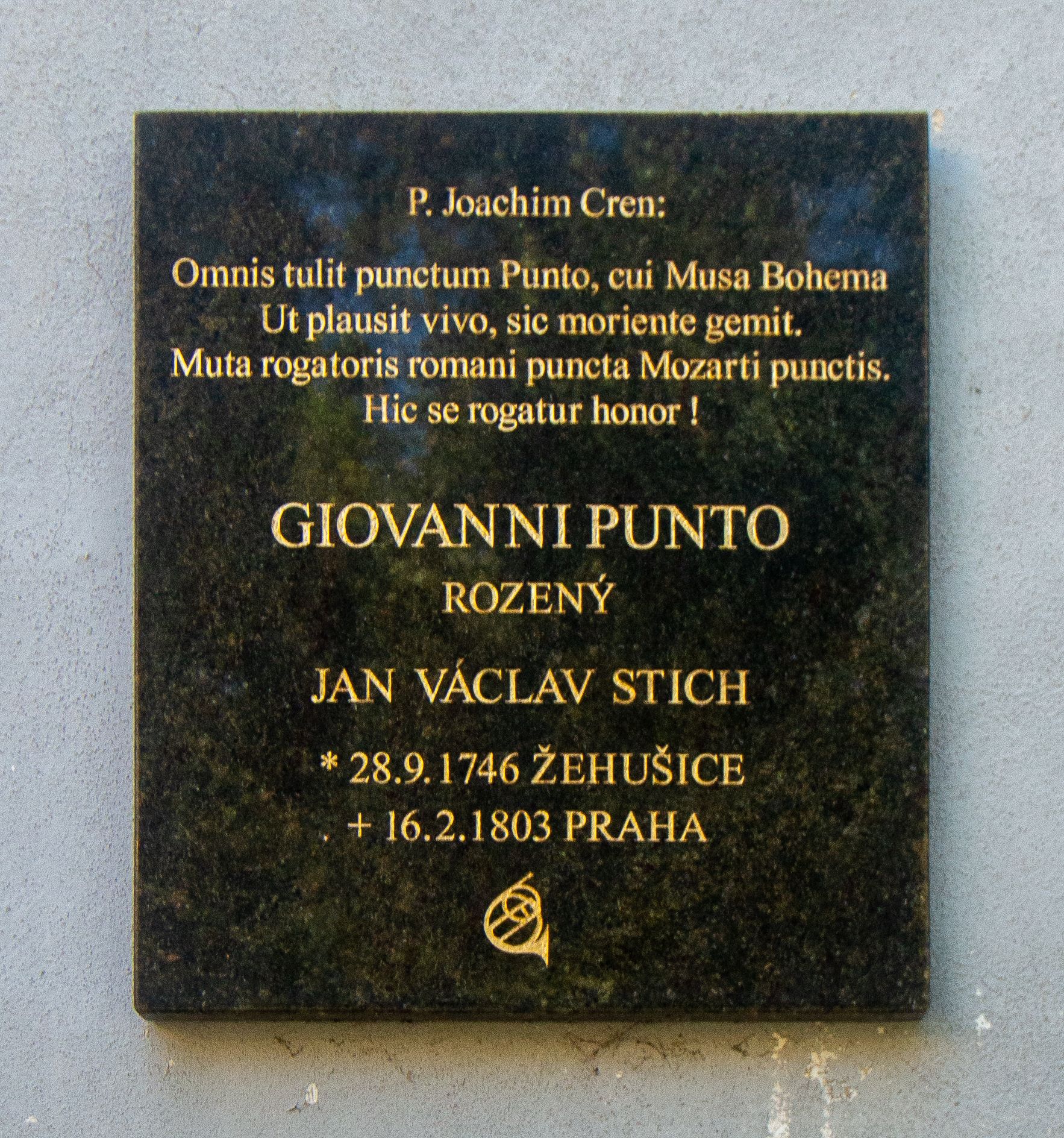
Pamětní deska hudebníka skladatele Jana Václava Sticha na kostele Nejsvětější Trojice
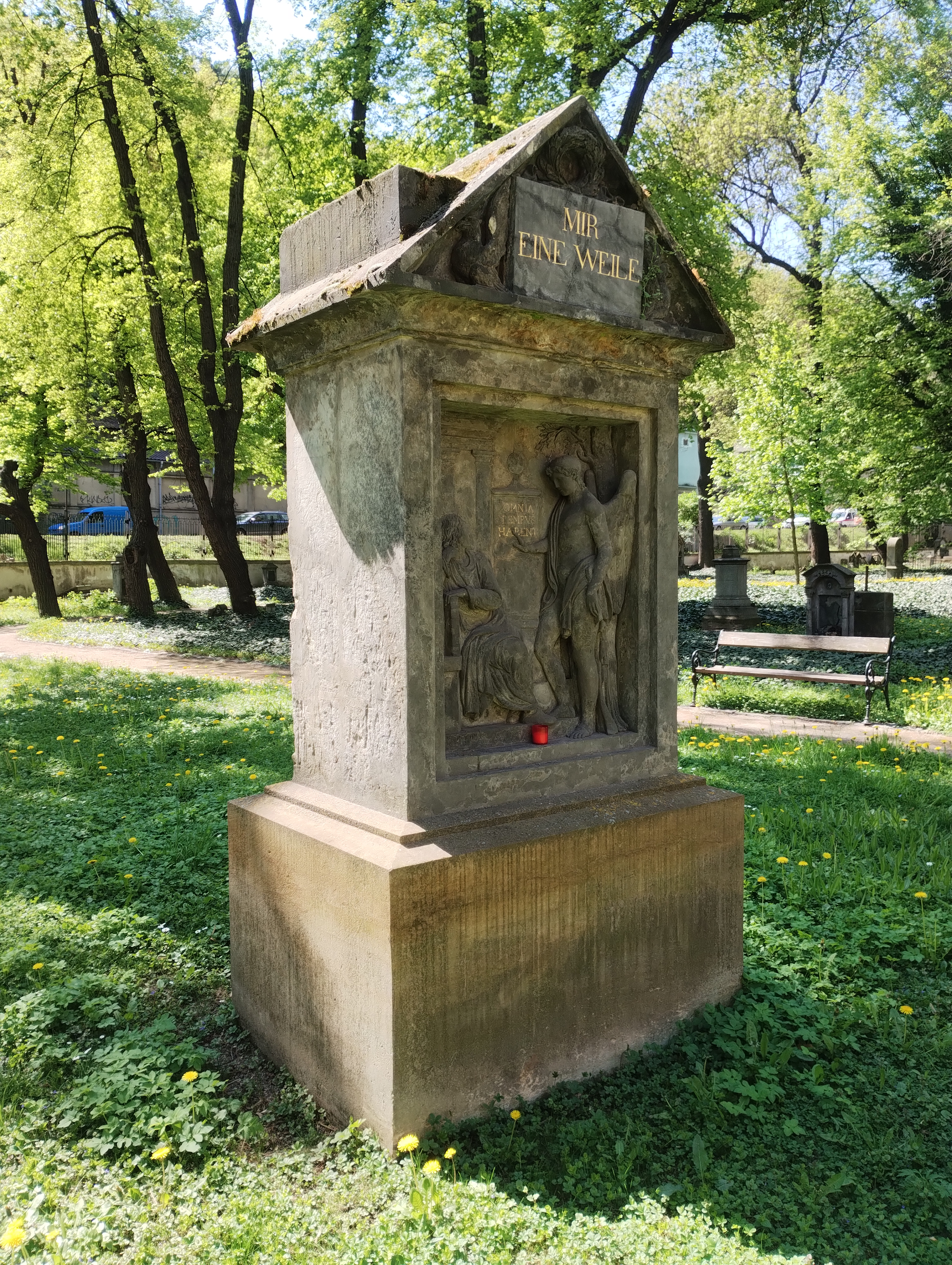
Stéla Mir eine Weile od sochaře Václava Prachnera, přenesená z usedlosti Cibulka
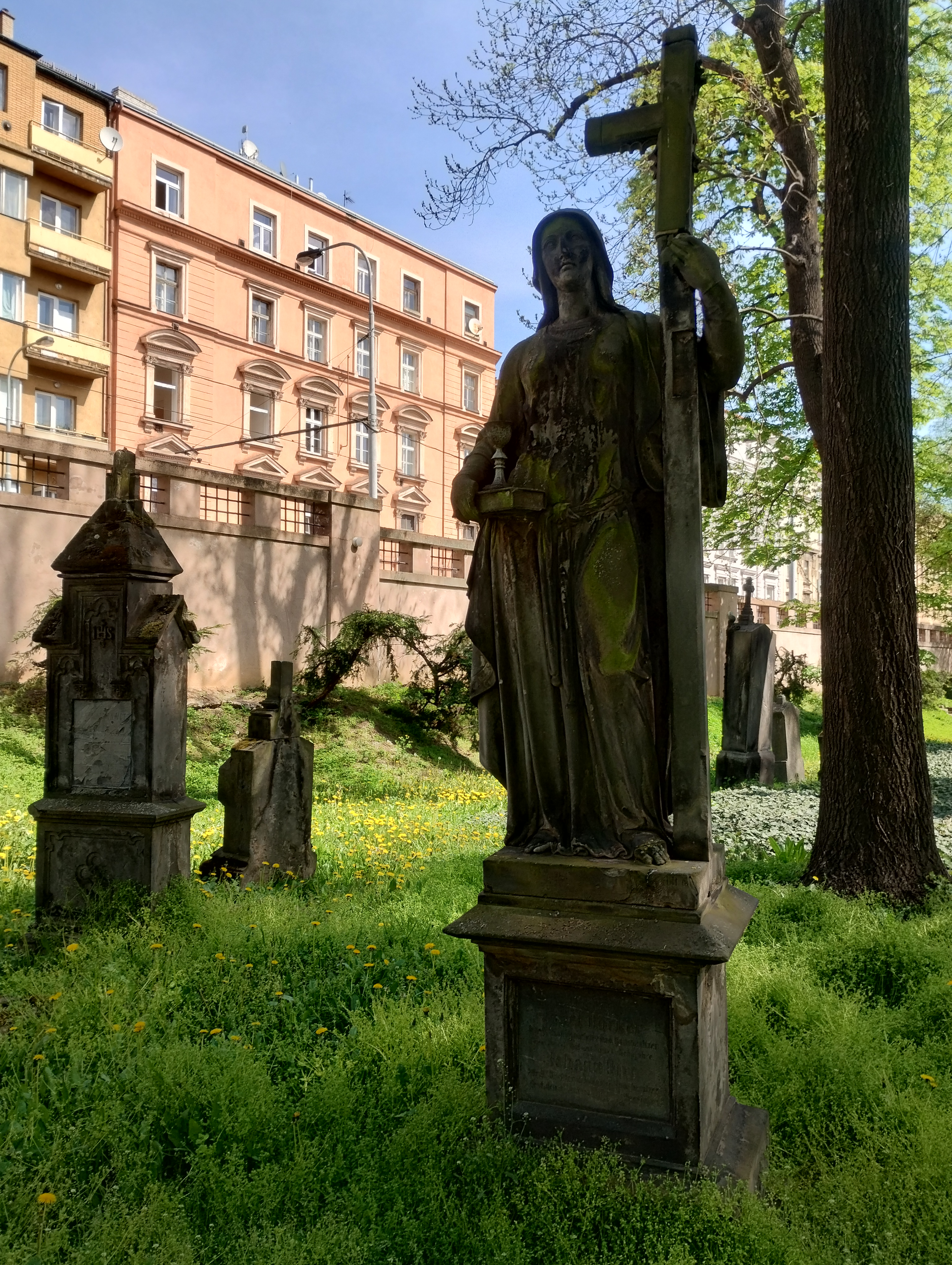
Náhrobky
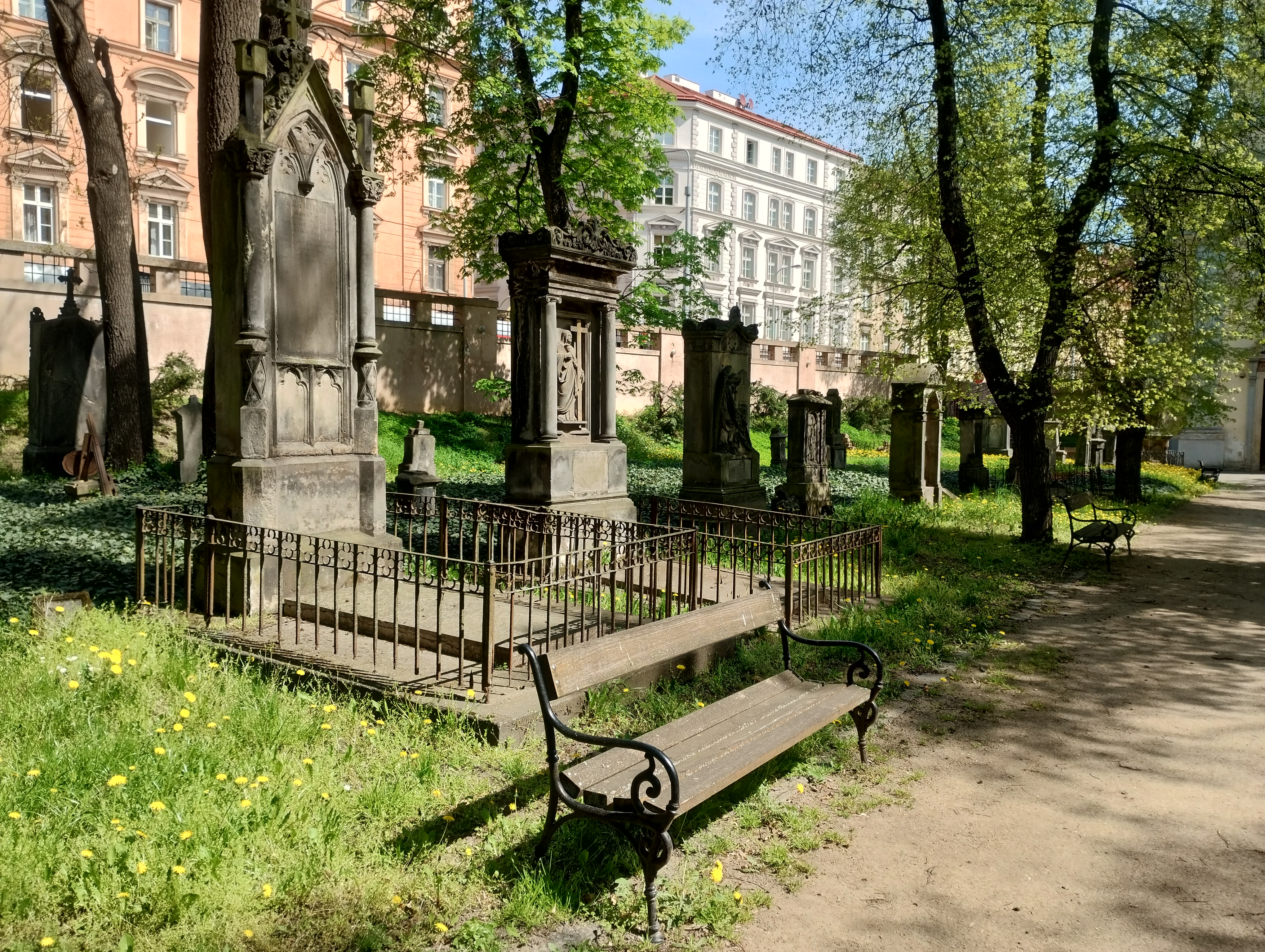
Náhrobky podél hlavní cesty vedoucí ke kostelu
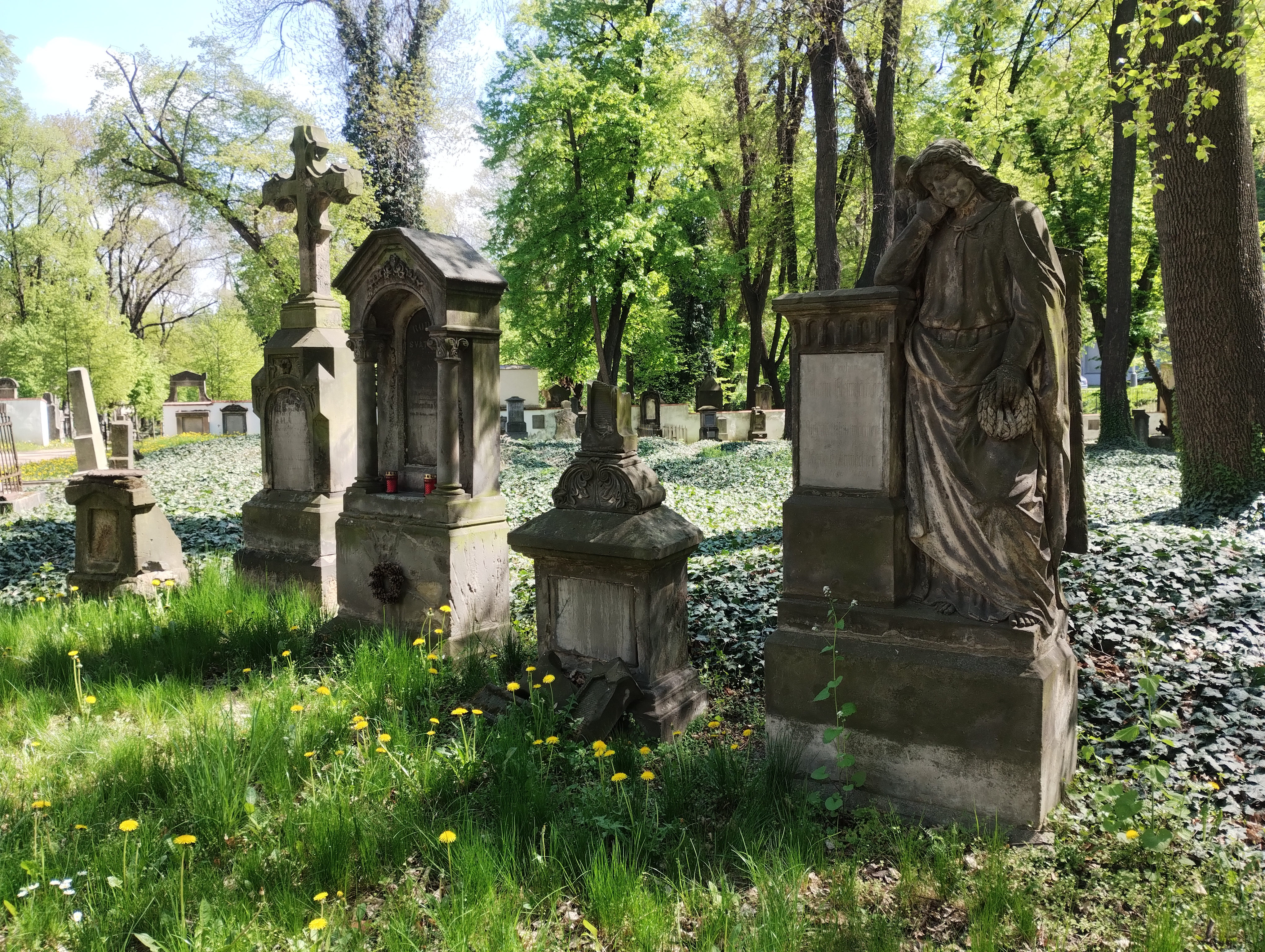
Atmosféra Malostranského hřbitova
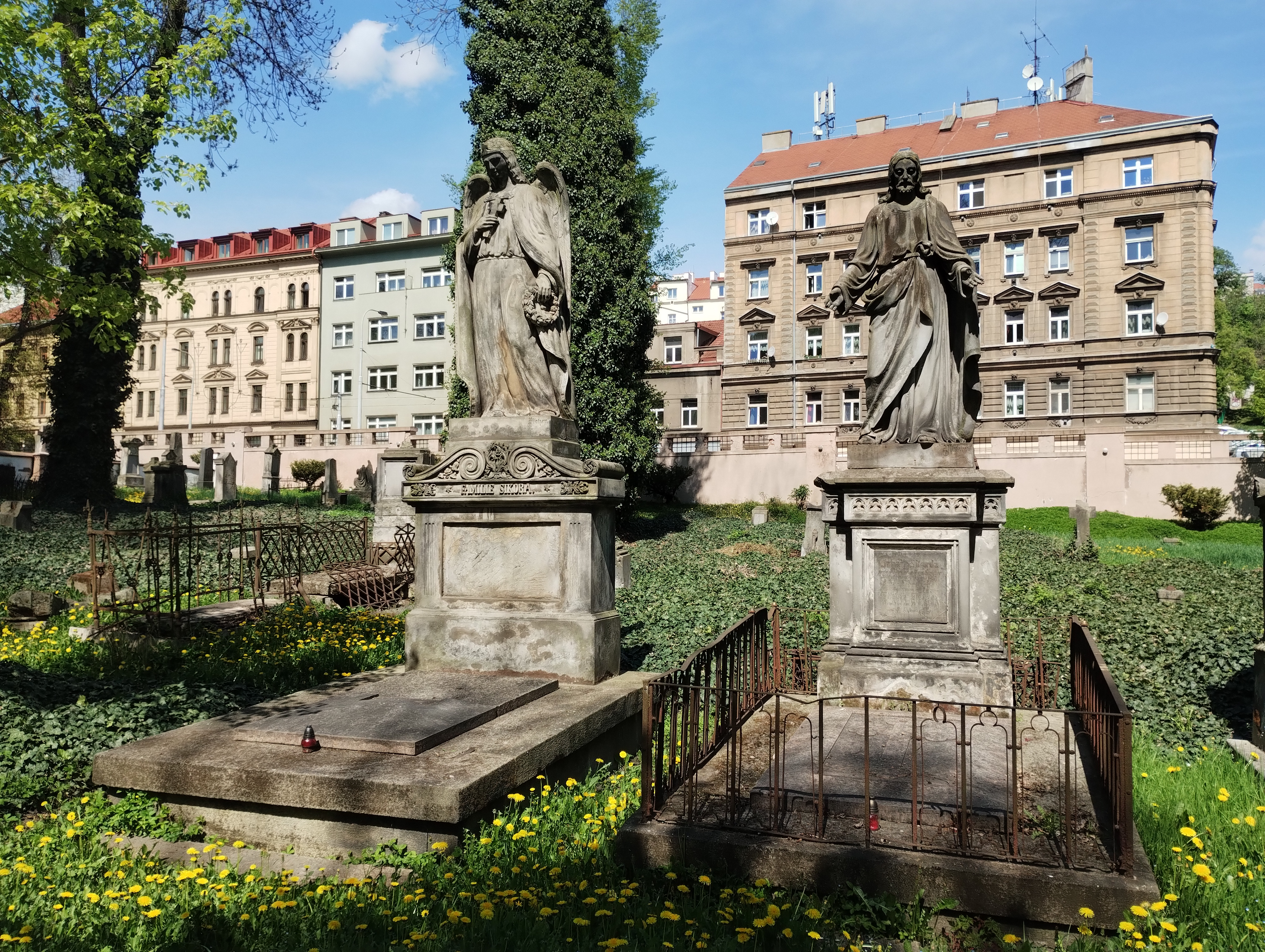
Náhrobky se sochami
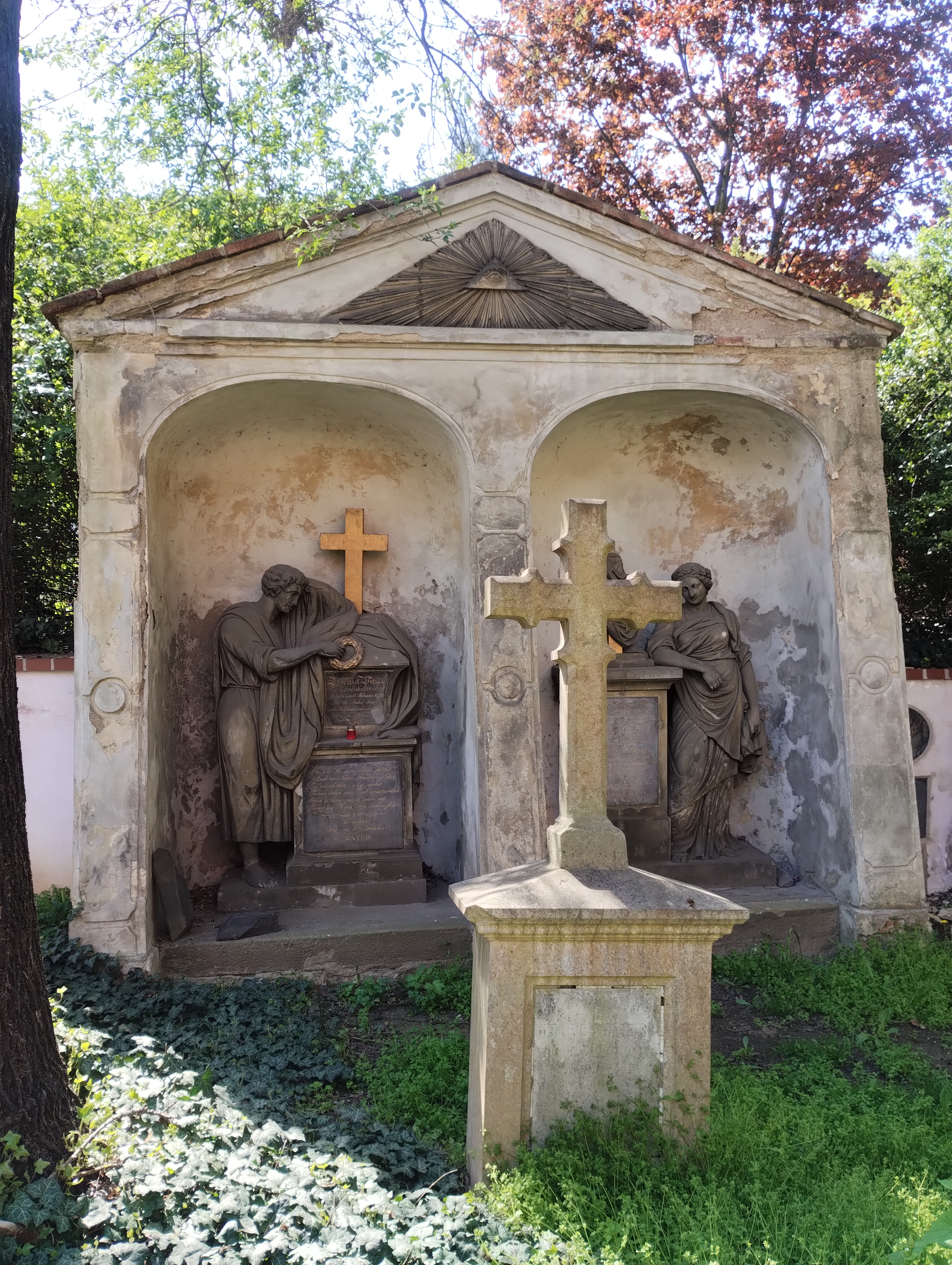
Ukázka jednoho z velkých náhrobků

## Významné náhrobky
Nejznámější náhrobky Malostranského hřbitova jsou:
- náhrobek klečícího biskupa Leopolda Leonarda z Thun-Hohensteina – litinový náhrobek[6] vytvořil Václav Prachner a později se stal inspirací pro Myslbekův náhrobek arcibiskupa Bedřicha Schwarzenberga v katedrále svatého Víta.[7]
- Svatá holčička – legendami opředený náhrobek Anny Degenové, „dcery strážmistra a nádenice“, s působivou plastikou dítěte od Josefa Maxe.[8]

Autory náhrobků jsou kromě obou zmíněných sochařů také Josefův bratr Emanuel Max, Josef Malínský nebo dílna potomků Ignáce Platzera.

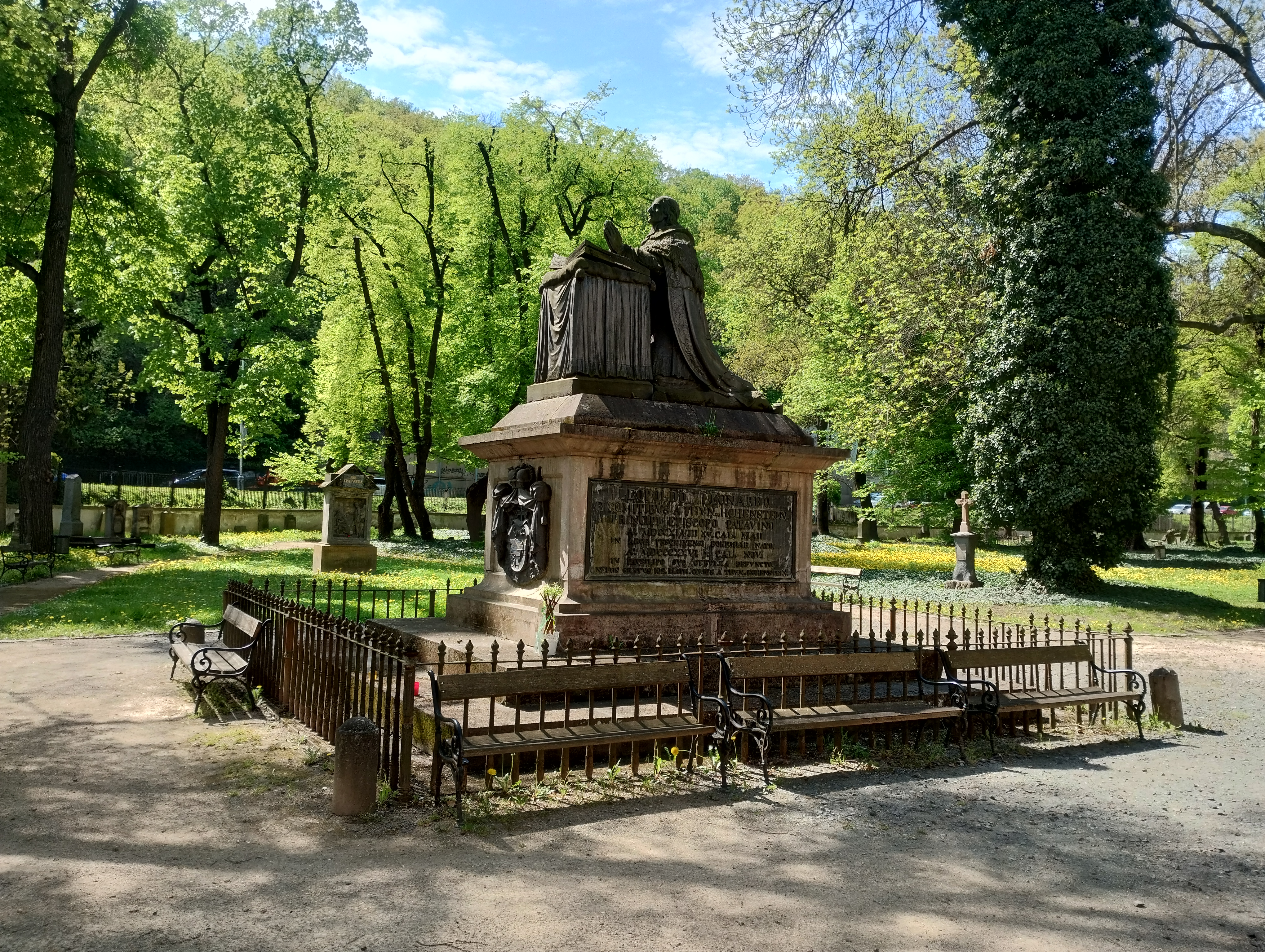
Náhrobek Leopolda hraběte Thun-Hohensteina od Václava Prachnera, vlevo v pozadí stéla Mir eine Weile od stejného autora
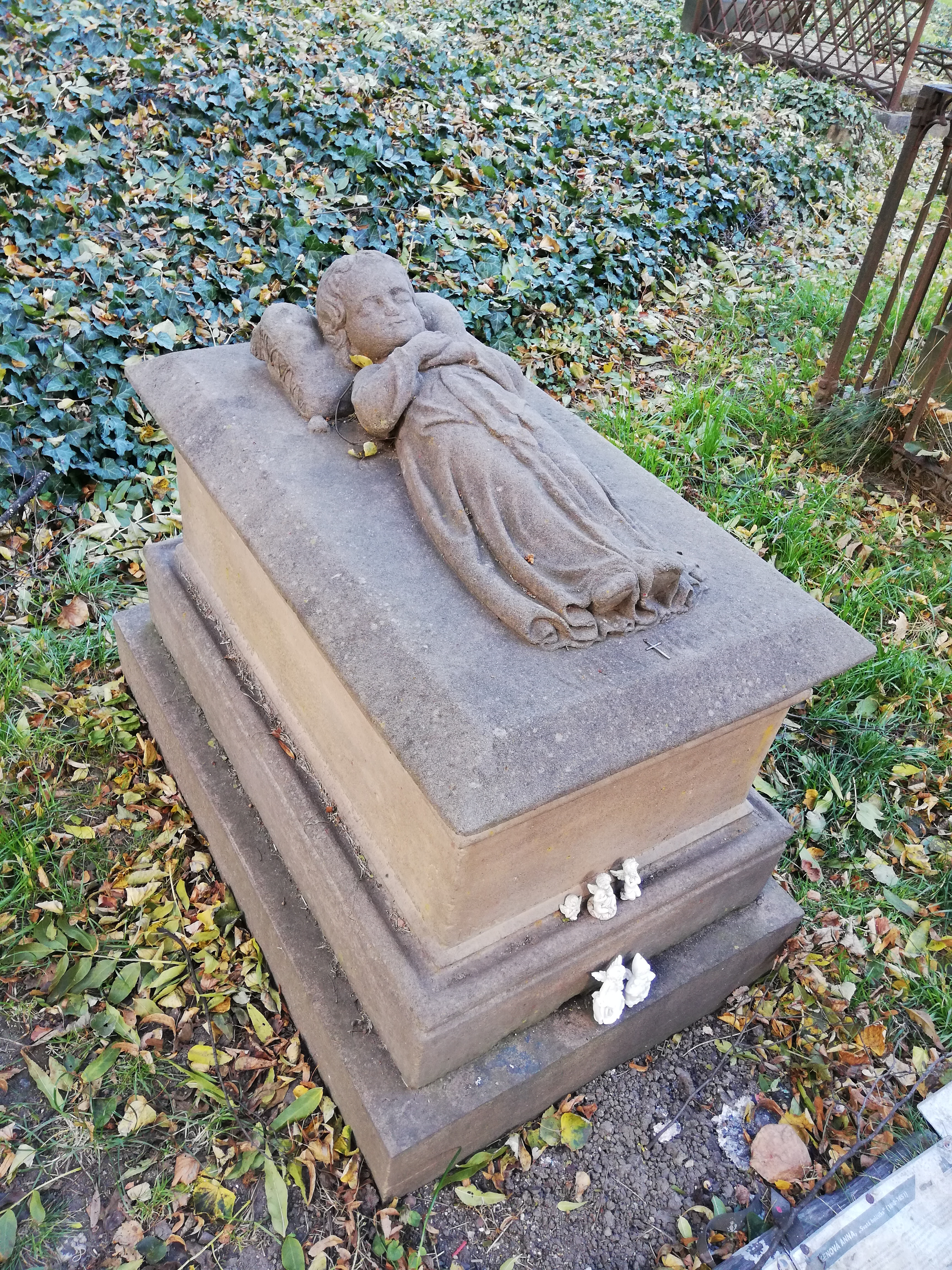
Svatá holčička Anna Degenová, náhrobek od Josefa Maxe

## Významní pohřbení
Je zde pohřbena řada pražských osobností 18. a zejména 19. století:
- Bradáč, Vincenc – hudební skladatel[10]
- Dientzenhofer, Kryštof a Kilián Ignác – barokní architekti[10]
- Dusík, Jan Ladislav – klavírista a hudební skladatel[10]
- Duškovi, Josefína a František Xaver, hostitelé W. A. Mozarta na Bertramce[10]
- Hellich, Josef Vojtěch – malíř[10]
- Malínský, Josef – sochař a řezbář[10]
- Kohl, Ludvík – malíř[10]
- Kosárek, Adolf – malíř
- Kuchař, Jan Křtitel – hudební skladatel
- Mánes, Antonín – malíř[10]
- Morstadt, Vincenc – malíř a vedutista Prahy[10]
- Pešina z Čechorodu, Václav Michal – spisovatel a iniciátor dostavby katedrály sv. Víta[10]
- Pfleger Moravský, Gustav – spisovatel[10]
- Platzer, Ignác František – pozdně barokní sochař[10]
- Ringhoffer, František – průmyslník[10]
- Stich, Jan Václav (znám také jako Giovanni Punto) – hudební skladatel
- Strobach, Jan Josef – hudebník a dirigent[11]
- Thun-Hohenstein, Leopold – biskup a poslední pasovský kníže, který přestavěl nedalekou usedlost Cibulku na empírový zámeček s parkem[10]
- Tomášek, Václav Jan Křtitel – hudební skladatel, jeho pomník nese velkou Davidovu lyru a do kamene vytesané jeho životní heslo: „Jen pravda je diadémem umění". [10]
- Vitásek, Jan Nepomuk Augustin – hudební skladatel, zakladatel pražské varhanické školy[10]

Některé osobnosti byly známé ve své době. Vedle kaple sv. Rocha je malý jehlanec s nápisem dr. Caspar Rojko – profesor dějepisu, spisovatel a člen kanonie premonstrátů. Vedle něho je pomník světícího biskupa Františka Viléma Tippmanna, hned vedle je pomník Marie komtesy Comorovské d’Orawa-Liptowa, pomník nechala zhotovit císařovna Marie Anna v roce 1852, vedle leží zpovědník císařovny Marie Anny Monsignore don Aloisio Bragato a dál je Tomáš Ulrich – pražský měšťan a mlynářský mistr s manželkou Annou, dále pomník P. Emanuela Alex. Vidimského[zdroj?], notáře, dále rodina Panzkých, dále dr. Karel Hornstein – ředitel hvězdárny Klementina, Anny Zedlitzové – komorné císařovny Marie Anny.

Některé náhrobky, např. náhrobek K. J. Erbena, byly přemístěny při záboru části hřbitova kvůli výstavbě komunikace v roce 1951.

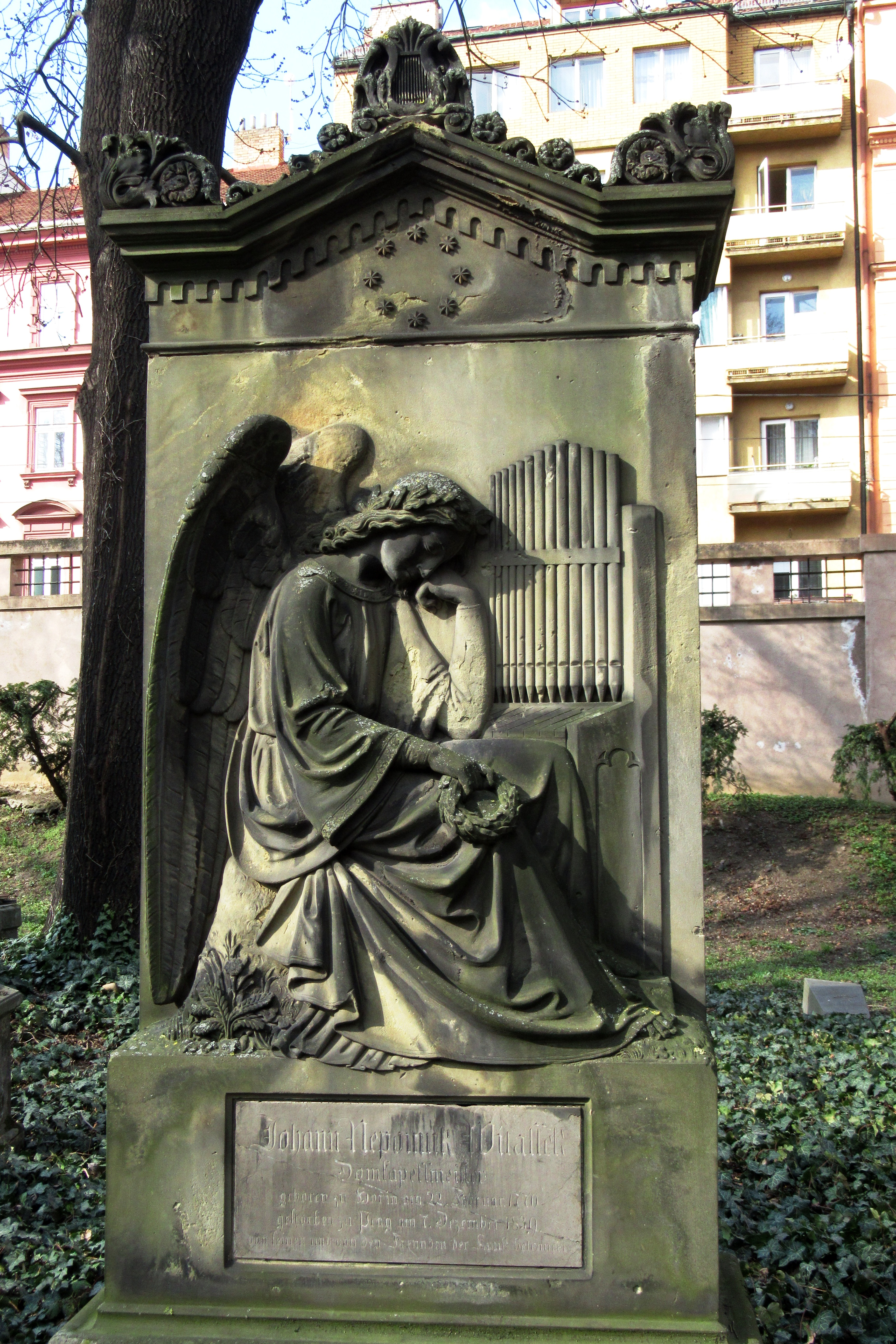
Náhrobek varhaníka Jana Nepomuka Vitáska, od J. Maxe
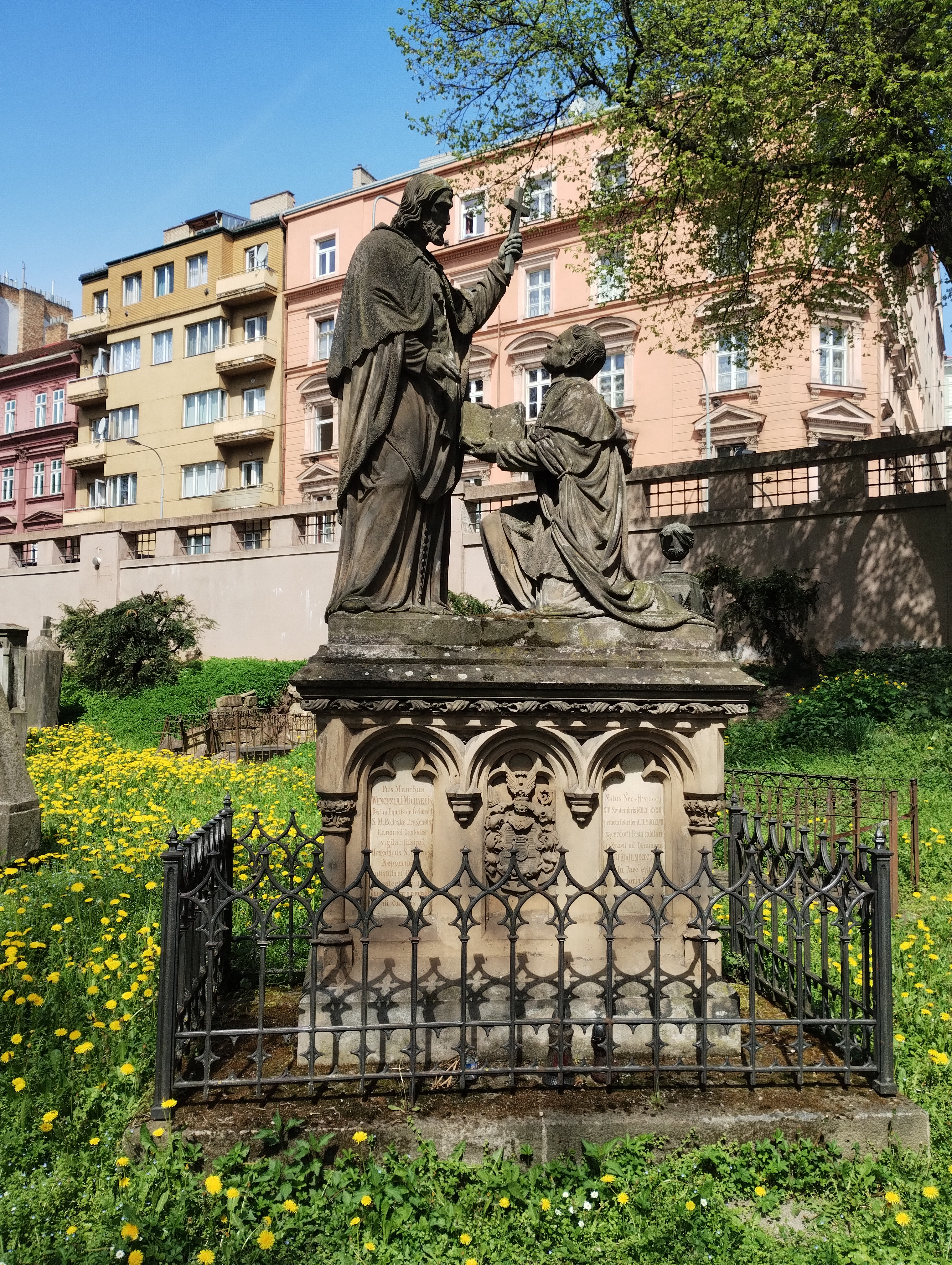
Náhrobek Václava Michala Pešiny z Čechorodu, od E. Maxe
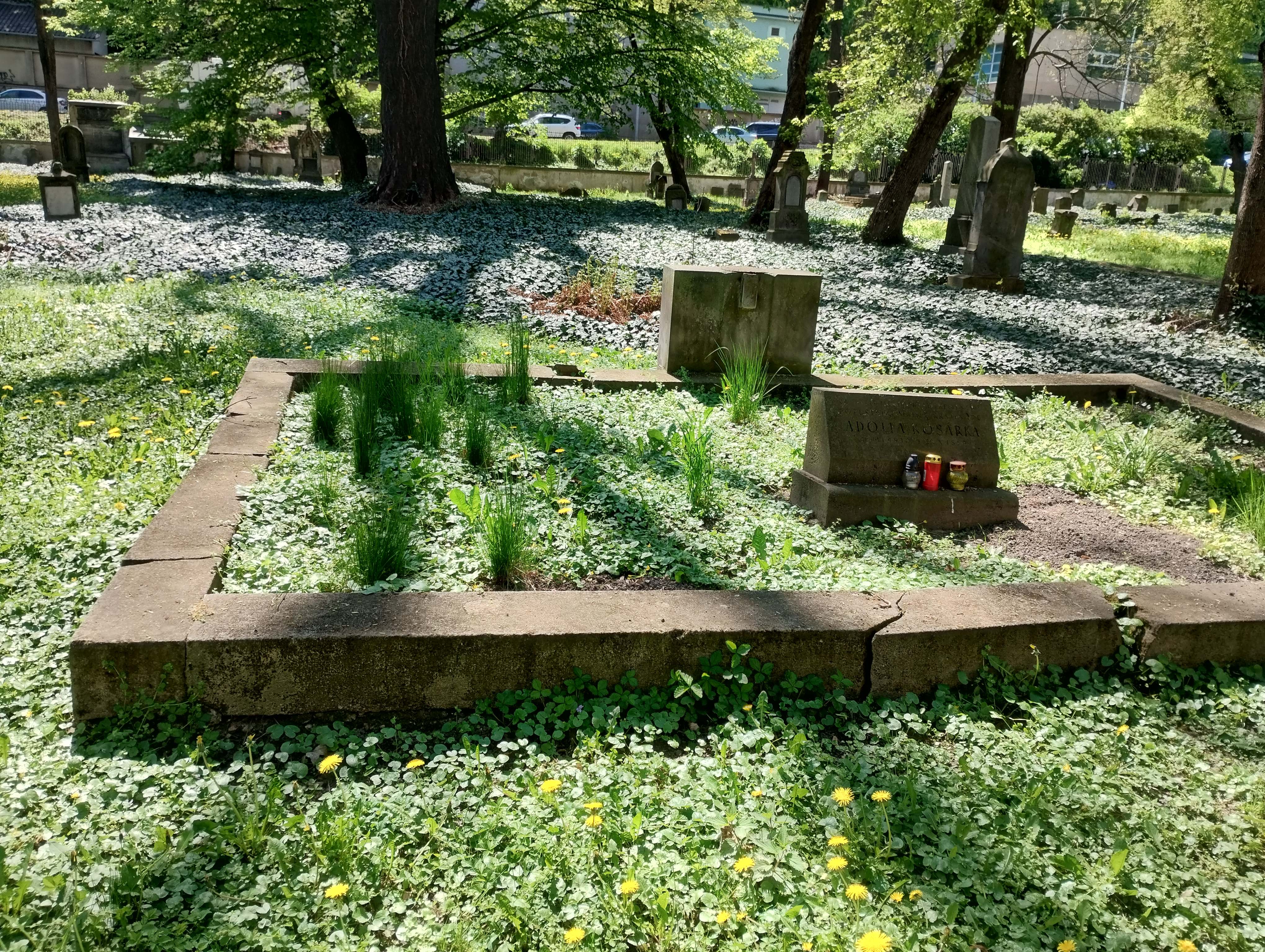
Hrob malíře Adolfa Kosárka
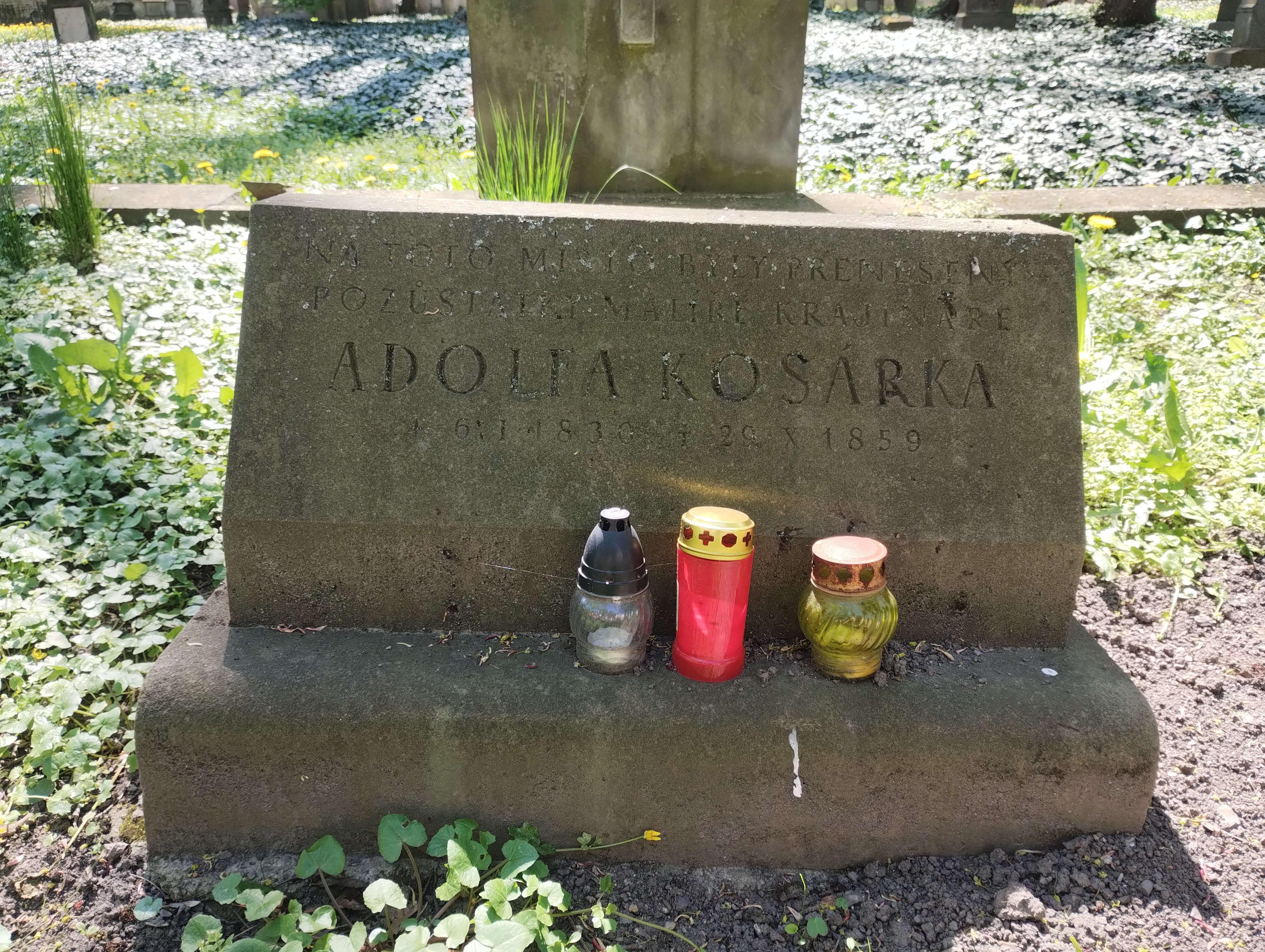
Detail desky na hrobu malíře Adolfa Kosárka
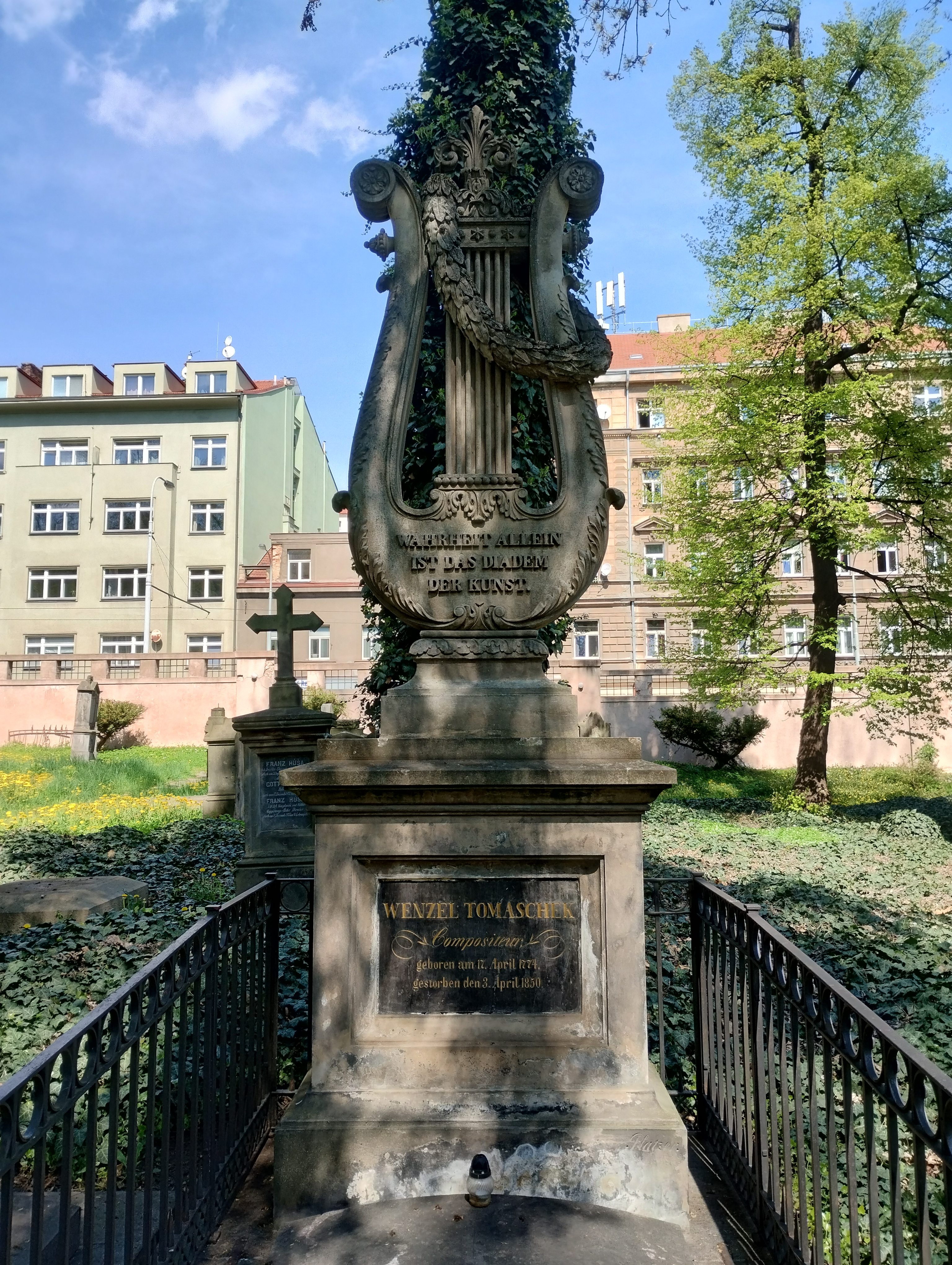
Náhrobek hudebního skladatele Václava Jana Křtitele Tomáška (Wenzel Johann Tomaschek)
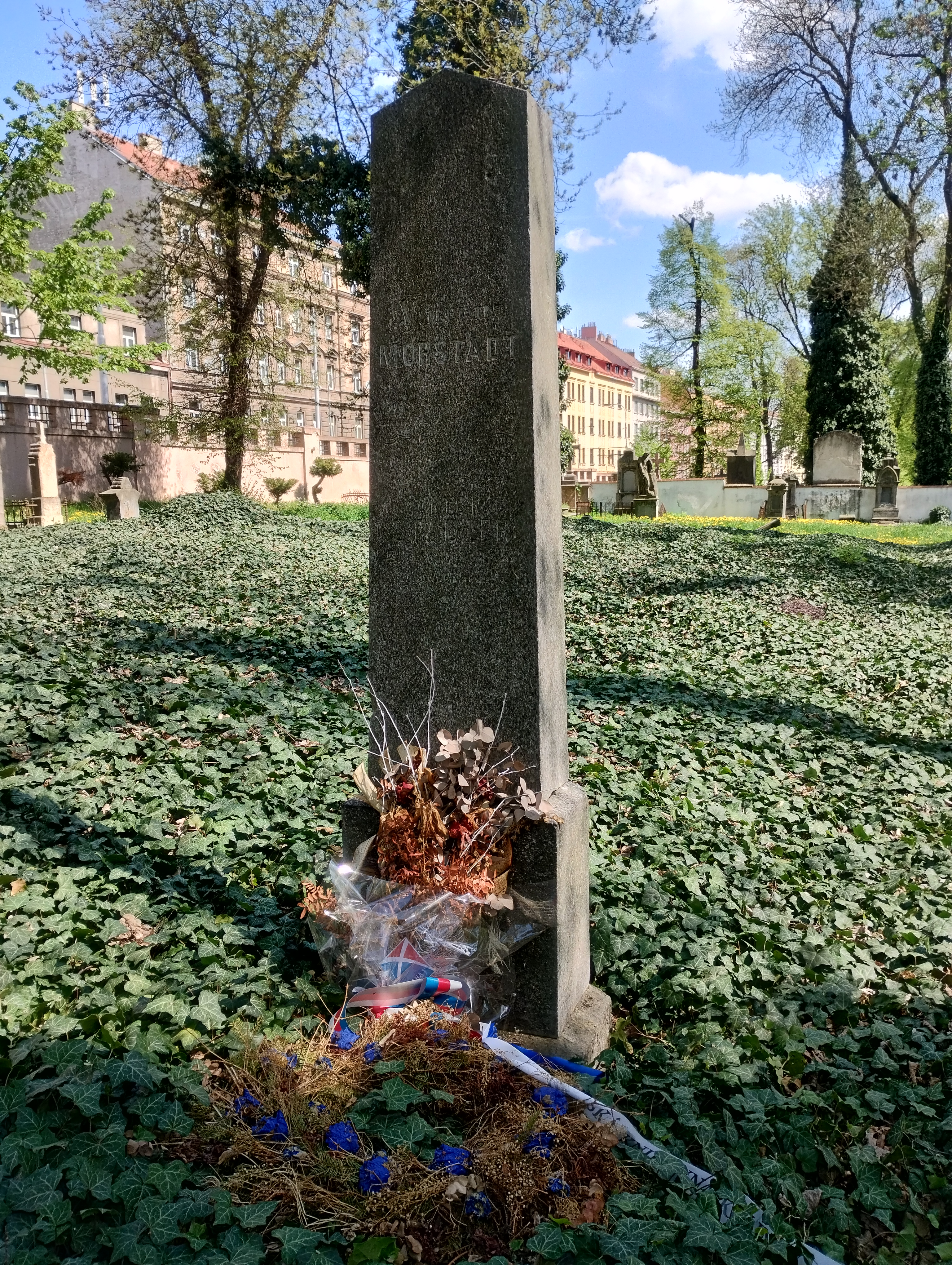
Náhrobek malíře Vincence Morstadta